# Солли, Гуро Стрём
Гуро Стрём Солли (норв. Guro Strøm Solli; род. 29 июля 1983 года, Древья) — норвежская лыжница, призёр этапов Кубка мира, чемпионка мира среди молодёжи. Специализировалась в спринтерских гонках.
В Кубке мира Солли дебютировала в 18 февраля 2004 года, в октябре 2005 года впервые попала в тройку лучших на этапе Кубка мира, в командном спринте. Всего имеет на своём счету 3 попадания в тройку лучших на этапах Кубка мира, 1 в командном спринте и 2 в личном. Лучшим достижением Солли в общем итоговом зачёте Кубка мира является 32-е место в сезоне 2006/07.
За свою карьеру принимала участие в одном чемпионате мира, на чемпионате мира 2005 года в Оберстдорфе заняла 10-е место в спринте. В Олимпийских играх никогда не участвовала. В 2006 году была чемпионкой мира среди молодёжи в спринте.
Использовала лыжи и ботинки производства фирмы Fischer.